# Manfred Osei Kwadwo
Manfred Osei Kwadwo (Kumasi, Ghana, 30 de mayo de 1995) es un futbolista profesional alemán que juega en la posición de centrocampista en el VfR Mannheim de la Oberliga Baden-Wurtemberg de Alemania.

## Kaiserslautern
Manfred Osei Kwadwo jugó en las divisiones juveniles del SV Darmstadt 98 y Eintracht Frankfurt en el año 2010, luego pasó a jugar en las juveniles del FC Kaiserslautern para el año 2014 fue movido al 1. FC Kaiserslautern II el equipo de reserva para jugar en la liga Regional Oeste. El 16 de abril de 2014 se produjo su debut en la victoria de 2:1 contra el Waldhof Mannheim. Su primer gol lo marca el 31 de octubre de 2014 en la victoria de su equipo contra el FK Pirmasens por 3:1.
El 14 de diciembre de 2014 fue promovido al primer equipo del 1. FC Kaiserslautern, su debut con el primer equipo se llevaría a cabo recién el 17 de diciembre de 2014 en un 1:1 contra el TSV 1860 München en un partido de Bundesliga.

## Clubes
| Equipo                  | País     | Año       | Partidos | Goles |
| ----------------------- | -------- | --------- | -------- | ----- |
| 1. F. C. Kaiserslautern | Alemania | 2014-2016 | 6        | 0     |
| SG Sonnenhof Großaspach | Alemania | 2016-2017 | 27       | 3     |
| 1. F. C. Kaiserslautern | Alemania | 2017-2018 | 16       | 0     |
| 1. F. C. Magdeburgo     | Alemania | 2018-2020 | 0        | 0     |
| Waldhof Mannheim        | Alemania | 2020-2021 |          |       |
| Preußen Münster         | Alemania | 2021-2023 |          |       |
| VfR Mannheim            | Alemania | 2023-     |          |       |